# Wutang, Guangdong
Wutang är en köping i sydöstra Kina. Den ligger i Suixi härad i staden Zhanjiang i provinsen Guangdong, omkring 400 kilometer sydväst om provinshuvudstaden Guangzhou. Antalet invånare är 14 441. Befolkningen består av 7 001 kvinnor och 7 440 män. Barn under 15 år utgör 23,0 %, vuxna 15-64 år 64 %, och äldre över 65 år 12,0 %.